# Acantilados de Vixía de Herbeira
Los acantilados de Vixía de Herbeira o más comúnmente, acantilados de Herbeira, son los acantilados con mayor cota sobre el nivel de mar de la Europa continental, con 613 metros de altura sobre el nivel del mar, y los cuartos de mayor altura de Europa (si incluimos las islas), tras los de Hornelen (860 m), Cabo Enniberg (754 m) y Croaghaun (668 m). Otros de similar altura son Preikestolen (604 m), Slieve League (601 m) y Cabo Girão (580 m).

## Situación

Acantilados en Europa (gráfico)

Están situados en la sierra de la Capelada, entre  el municipio de  Cariño y el de Cedeira, en Galicia, España. La carretera DP-2205 que une Cariño con Cedeira y la aldea y santuario de San Andrés de Teixido bordea estos acantilados en su tramo de mayor altitud. Muy cerca de ellos está el cabo Ortegal, donde se localizan las rocas más antiguas de la península ibérica y las cuartas del mundo. En esta zona existen pequeñas explotaciones mineras, ya abandonadas, de las que se extraía níquel en el siglo XIX y principios del XX. En una de estas canteras se descubrió en 1849 la zaratita, uno de los pocos minerales descubiertos en España.
La vegetación es predominantemente de matorral o monte bajo debido a su altitud y exposición a los fuertes vientos procedentes del océano, con abundancia de brezos y toxos, así como extensas praderas en las que pasta ganado vacuno y caballar en régimen de semi-libertad.

## Garita de Herbeira

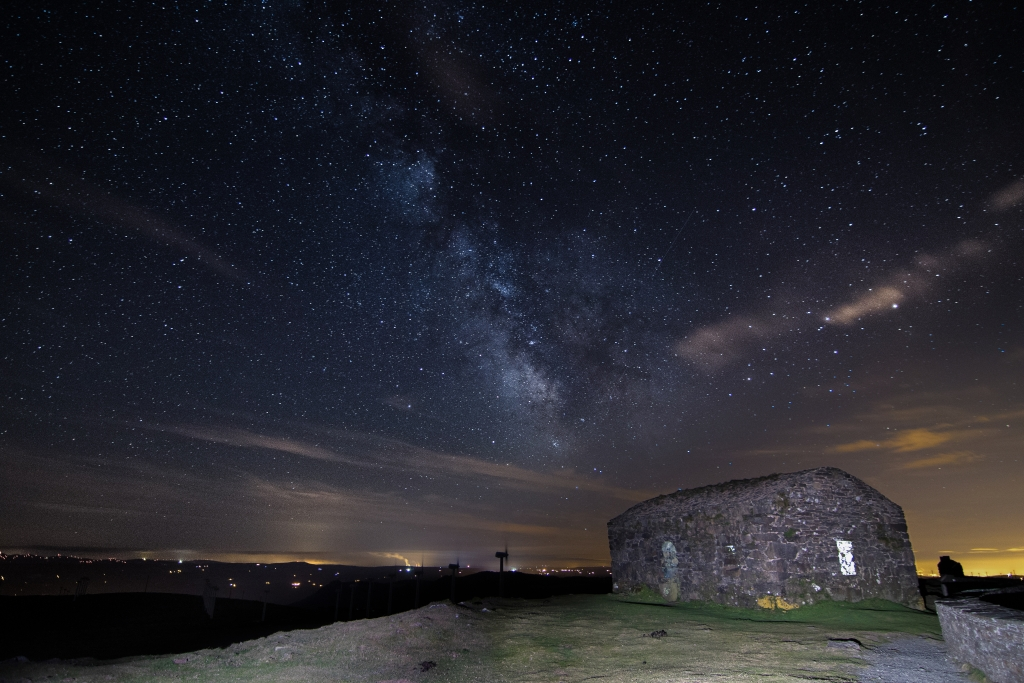
Foto nocturna de la garita de Herbeira

En el punto más elevado y justo al borde del acantilado se levanta la garita de Herbeira. Es una antigua construcción de piedra con techo abovedado de unos 15 m², levantada originariamente en el siglo XVIII. La actual construcción data de 1805 y formaba parte de una serie de puestos de vigilancia costera y marítima a lo largo de toda la costa.
En el año 2003 la garita y su entorno fueron objeto de trabajos de restauración y rehabilitación.
Están incluidos en el LIC Costa ártabra y en la Red Natura 2000, dentro de la directiva de hábitats